# Adrian Edmondson
Pour les articles homonymes, voir Edmondson.
Adrian Charles "Ade" Edmondson né le 24 janvier 1957 à Bradford, Yorkshire de l'Ouest, est un acteur, scénariste et réalisateur britannique.
Il est surtout connu pour avoir joué aux côtés de Rik Mayall dans les séries Les Branchés débranchés, Filthy, Rich, and Catflap et Bottom.

## Biographie
Adrian Edmondson est né le 24 janvier 1957 à Bradford, Yorkshire de l'Ouest.
Ses parents sont Dorothy Eileen Sturgeon (née en 1930) et Fred Edmondson (1929 - 2014).
Il a deux frères Matthew et Alastair Edmondson, et une sœur, Hillary Edmondson.

### Vie privée
Il est marié à la comédienne et scénariste Jennifer Saunders. Ils ont trois filles, Ella Rose Edmondson (née en 1986), l'actrice Beatrice "Beattie" Louise Edmondson (née en 1987) et Freya Edmondson (née en 1990).

## Filmographie

### Cinéma

#### Longs métrages
- 1985 : The Supergrass de Peter Richardson : Dennis Carter
- 1987 : Eat the Rich de Peter Richardson : Charles
- 1991 : The Pope Must Die de Peter Richardson : Père Rookie
- 1993 : Bottom Live de Marcus Mortimer : Edward Hitler
- 1995 : Bottom Live : The Big Number 2 Tour de Dominic Brigstocke : Edward Hitler
- 1997 : Bottom Live 3 : Hooligan's Island d'Ed Bye : Edward Hitler
- 1999 : Hôtel Paradiso, une maison sérieuse (Guest House Paradiso), de lui-même : Eddie Elizabeth Ndingombaba
- 2001 : Bottom 2001 : An Arse Oddity de Dewi Humphreys : Edward Hitler
- 2003 : Bottom Live 2003 : Weapons Grade Y-Fronts Tour de Dewi Humphreys : Edward Hitler
- 2004 : Terkel i knibe de Stefan Fjeldmark, Kresten Vestbjerg Andersen et Thorbjørn Christoffersen : Terkel (voix anglaise)
- 2012 : Blood de Nick Murphy : Tom Tiernan
- 2017 : Star Wars, épisode VIII : Les Derniers Jedi (Star Wars: Episode VIII – The Last Jedi) de Rian Johnson : Capitaine Peavey
- 2017 : Le Grand Méchant Renard et autres contes... de Benjamin Renner et Patrick Imbert : Bunny (voix anglaise)
- 2017 : Interlude in Prague de John Stephenson : Herr Lubtak
- 2017 : The Rizen de Matt Mitchell : Le journaliste
- 2019 : The Rizen : Possession de Matt Mitchell : Le journaliste
- 2021 : L'anniversaire de Tommy (Best Birthday Ever) de Michael Ekbladh : Le grand-père (voix)

#### Court métrage
- 1983 : Dead on Time de Lyndall Hobbs : Un homme

### Télévision

#### Séries télévisées
- 1982 - 1984 : Les Branchés débranchés (The Young Ones) : Vyvyan
- 1984 : Spitting Image : Harold Angryperson (voix)
- 1985 : Happy Families : Guy Fuddle
- 1986 : Screen Two : Alun Pickersgill
- 1987 : Filthy, Rich, and Catflap : Edward Catflap
- 1987 : Hardwicke House : Tiny
- 1988 / 1994 / 1998 : French and Saunders : John / Tim Goodchance / James Macaroon
- 1989 : Press Gang : Simon Knowles
- 1989 : Blackadder Goes Forth (en) : Baron von Richthoven
- 1989 : Snakes and Ladders : Giles
- 1990 : Screen One : Phil Burke
- 1991 - 1995 : Bottom : Eddie
- 1992 / 1994 : Absolutely Fabulous : Hamish
- 1993 : If You See God, Tell Him : Gordon Spry
- 1993 : Jackanory : Un scénariste
- 1994 : Anna Lee : Dominic Jones
- 1997 : Capitaine Star (Captain Star) : Limbs Jones (voix)
- 2003 - 2004 : Jonathan Creek : Brendan Baxter
- 2005 : Twisted Tales : Ed Barnes
- 2005 - 2008 : Holby City : Percy "Abra" Durant
- 2006 : Surviving Disaster : Valery Legasov
- 2008 : Teenage Kicks : Vernon
- 2012 : The Bleak Old Shop of Stuff : Directeur Wackville
- 2014 : Prey : Warner, chef de police adjoint
- 2014 - 2015 : Ronja, fille de brigand (Sanzoku no Musume Rōnya) : Noodle Pete (voix)
- 2016 : One of Us : Un tueur parmi nous (One of Us) : Peter Elliott
- 2016 : Guerre et paix (War & Peace) : Comte Rostov[1]
- 2017 : Genius : David Hilbert
- 2017 / 2020 : Commissaire Bancroft (Bancroft) : Superintendant Clifford Walker
- 2018 : Upstart Crow : Dogberry
- 2018 : Urban Myths : Leslie Conn
- 2018 - 2020 : Save Me : Gideon Charles
- 2019 : Strike Back : James McKitterick
- 2019 : Obsession (Cheat) : William
- 2019 : Summer of Rockets : Max Dennis
- 2019 - 2020 : EastEnders : Daniel Cook
- 2020 : Meurtres au paradis (Death in Paradise) : Charles Crabtree
- 2020 : Out of Her Mind : Lewis
- 2021 : Inspecteur Barnaby (Midsomer Murders) : Hugo Welles
- 2021 : The Pact : Richard
- 2021 : Back to Life : John Boback
- 2022 : A Spy Among Friends : Sir Roger Hollis
- 2023 : Rain Dogs : Lenny
- 2025 : Alien: Earth : Atom Eins

#### Téléfilms
- 1995 : Les Aventures du jeune Indiana Jones : Le Trésor de l'œil du paon (The Adventures of Young Indiana Jones: Treasure of the Peacock's Eye) de Carl Schultz : Zyke
- 2008 : Le Choix de Jane (Miss Austen Regrets) de Jeremy Lovering : Henry Austen
- 2021 : The Trick de Pip Broughton : Edward Acton

### Jeu vidéo
- 2022 : Lego Star Wars : La Saga Skywalker (Lego Star Wars: The Skywalker Saga) : Capitaine Peavey (voix)